# ヴィルヘルム・エーム
ヴィルヘルム・エーム（Wilhelm Ehm、1918年8月30日 - 2009年8月9日）は、ドイツ民主共和国（東ドイツ）の軍人。副国防相、人民海軍司令官を歴任した。

## 若年期
第一次世界大戦中の1918年8月30日、オーストリア＝ハンガリー帝国海軍の軍港があったイストリア半島のプーラにて、軍港で水兵として兵役についていた父の元に生を受ける。兄弟には1913年に生まれた兄ヘルマンと1921年に生まれた妹マリアがあった。終戦後、彼の家族は父の故郷であるボヘミア地方のKomotau(現在のチェコ共和国ホムトフ)へ帰郷した。その後、父は市職員として働き、1931年に妻が死去すると、息子や娘を連れて再婚する。小学校卒業後の1932年から1938年まで電気技師としての修行を積みつつ、ラジオ技師として働いた。また、この時期に国際金属労働組合連合や社会主義青年団の一員となっている。

## 国防軍
1939年にチェコスロバキアが併合されると、エームはドイツ国防軍陸軍によって徴兵され、1945年まで従軍した。彼はフランス及びロシア戦線で通信兵曹長(Oberfunkmeister)として勤務し、主に後方での通信支援任務に従事していた。1942年9月には故郷KomotauにてMelitta Capekと結婚している。
エームが所属した第16軍はクールラント包囲戦の果てに降伏し、彼は1945年6月から1947年12月にかけてソビエト連邦赤軍によって捕虜として捕えられた。

## ソ連軍の戦争捕虜
エームはカレリアの第7212捕虜収容所に送られた。収容所では電工技師団の監督となり、収容所における反ファシスト委員会を積極的に支援した。彼の協力を惜しまぬ姿勢を受けて、ソ連側はエームに捕虜の管理を行わせるようになる。1947年春、リューゲンに住んでいた妻から手紙を受け取る。この手紙で、彼は妻が妊娠していた事を初めて知らされた。

## ドイツ民主共和国
1947年12月に釈放されると家族を支える為に日雇い労働者として働いた。そしてドイツ社会主義統一党（SED）リューゲン支部で働いた後、1948年に入党を果たす。この時期、シュトラールズント支部の初代書記長であり、後に人民海軍司令官となるヴァルデマー・フェルナーと出会っている。

### 人民海軍
エームは他のドイツ民主共和国高官と異なり、ヴァイマル共和国時代以来、社会主義や共産主義を掲げる政党などには一度も所属した事がなかった。彼の昇進は、ひとえに彼の類稀なリーダーシップや政治的信頼によるものであった。
エームは1950年から1951年まで、海上警察本部(Hauptverwaltung Seepolizei)の通信将校となる。さらに1954年から1957年まで、海上人民警察(Volkspolizei See)の副参謀長(Stellvertretender Chef des Stabes)及び組織部長(Leiter der Abteilung Organisation)を務めた。1958年から1959年まで、海上戦力副司令官(Stellvertretender Chef der Seestreitkräfte)及び後方任務部長。1959年8月、少将に昇進すると共に海上戦力司令官に就任し、1987年11月に退役するまで30年近くにわたり同職を務めた。ただし1961年から1963年の間はソビエト連邦海軍大学で学ぶため離職している。1964年に中将に昇進。軍職の他、1972年から副国防相を務めた。東ドイツ建国28周年に当る1977年には大将への昇進を果たす。1981年から1989年までSED中央政治委員会委員を兼任。軍事学の学位の他、哲学博士号を所持していた。

## 東ドイツ崩壊後
東西ドイツ再統一後、ベルリンの壁での射殺命令容疑でベルリン地裁に起訴されたが、証拠不十分のため審理停止された。ロストックで死去した。